# Gasturbinenkraftwerk Biblis
Das Gasturbinenkraftwerk Biblis (OCGT, engl. Open Cycle Gas Turbine) ist ein Gasturbinenkraftwerk auf dem Gebiet der südhessischen Gemeinde Biblis. Die Kraftwerk ist ausschließlich als Netzstabilitätsanlage (Reservekraftwerk) ausgelegt, um Lastspitzen im Stromnetz abzudecken. Sie ist ein besonderes netztechnisches Betriebsmittel nach Energiewirtschaftsgesetz und steht dem freien Strommarkt nicht zur Verfügung. Die abrufbare Leistung ist auf 300 Megawatt und die Einsatzzeit auf 1500 Stunden pro Jahr begrenzt. Die Kosten aus dem Abruf des Kraftwerks kann Amprion über das Netzentgelt auf Grundlage der Anreizregulierung erstattet bekommen.
Das Kraftwerk sollte am 1. Oktober 2022 der Amprion zur Verfügung stehen. Im Juni 2022 wurden die elf Turbinen erstmals befeuert. Nach erfolgreichem Funktionstest ist die Anlage seit März 2023 für Amprion einsatzbereit.

## Lage
Das Gasturbinenkraftwerk Biblis liegt südlich vom Kernkraftwerk Biblis, an das es unmittelbar angrenzt. Das Kraftwerk wird auf einem ehemaligen Parkplatz des KKW Biblis errichtet, das seit 2017 zurückgebaut wird. Der dauerhafte Flächenbedarf des Gasturbinenkraftwerks liegt bei ca. 3 ha.

## Beschreibung und technische Daten
Den Zuschlag der Ausschreibung des Übertragungsnetzbetreibers Amprion für den Bau der Netzstabilitätsanlage erhielt die RWE Generation im November 2020.
Die elektrische Leistung von 300 Megawatt wird von insgesamt elf baugleichen Gasturbineneinheiten des Typs General Electric LM2500XPRESS erzeugt. Jede Turbine hat eine Leistung von 38,9 MWel bei  −15 °C Außentemperatur. Die maximale elektrische Leistung liegt somit bei 427,9 MW. Die maximale Feuerungswärmeleistung liegt bei 98,1 MW pro Turbine bei ebenfalls −15 °C Außentemperatur. Die gesamte Feuerungswärmeleistung beträgt 1079,1 MWth. Der produzierte Strom wird über die vorhandene 380-kV-Höchstspannungsfreileitung des ehemaligen Kernkraftwerks in das Netz eingespeist. Das für den Betrieb der Gasturbinen benötigte Erdgas wird aus der Mittel-Europäischen Gasleitung (Megal) entnommen. Die Megal-Pipeline verläuft etwa 1 km südlich des Kraftwerksstandortes von Ost nach West. Die Anbindung erfolgt über eine etwa 1,5 km lange Gaspipeline mit einer Nennweite von 500 mm (DN 500), die das Vogelschutzgebiet „Rheinauen bei Biblis und Groß-Rohrheim“ auf voller Länge durchquert.
Die Genehmigung nach Bundes-Immissionsschutzgesetz erteilte das Regierungspräsidium Darmstadt am 20. Dezember 2021.
Die elf Schornsteine der Einheiten sind jeweils 30 m hoch. Die Gesamtbetriebszeit des Kraftwerks soll bei mindestens 500 Stunden im Jahr liegen. Testbetriebszeiten sind dabei nicht eingerechnet. Die jährliche Betriebsdauer liegt gemäß der Betriebsgenehmigung bei maximal 1500 Stunden. Der Betrieb kann ganztägig von Montag bis Sonntag erfolgen.
Die Baukosten sollen ca. 100 Mio. Euro betragen.